# Cantonul Limoges-Condat
Cantonul Limoges-Condat este un canton din arondismentul Limoges, departamentul Haute-Vienne, regiunea Limousin, Franța.

## Comune
| Comune            | Populație (1999) | Cod poștal | Cod INSEE |
| ----------------- | ---------------- | ---------- | --------- |
| Condat-sur-Vienne | 4.692            | 87920      | 87048     |
| Limoges           | 11.381           | 87000      | 87085     |
| Solignac          | 1.506            | 87110      | 87192     |
| Le Vigen          | 2.049            | 87110      | 87205     |